# Papuagrodmun
Papuagrodmun (Podargus papuensis) är en fågel i familjen grodmunnar.

## Utseende och läte
Papuagrodmunnen är en mycket stor nattlevande fågel med grodlik mun och lång stjärt. Fjäderdräkten är övervägande gråbrun, med tvärband på undersida och stjärt. Den skiljs från andra grodmunnar framför allt genom storleken. Lätet är ett upprepat, mörkt "oo-oo-oo-oo".

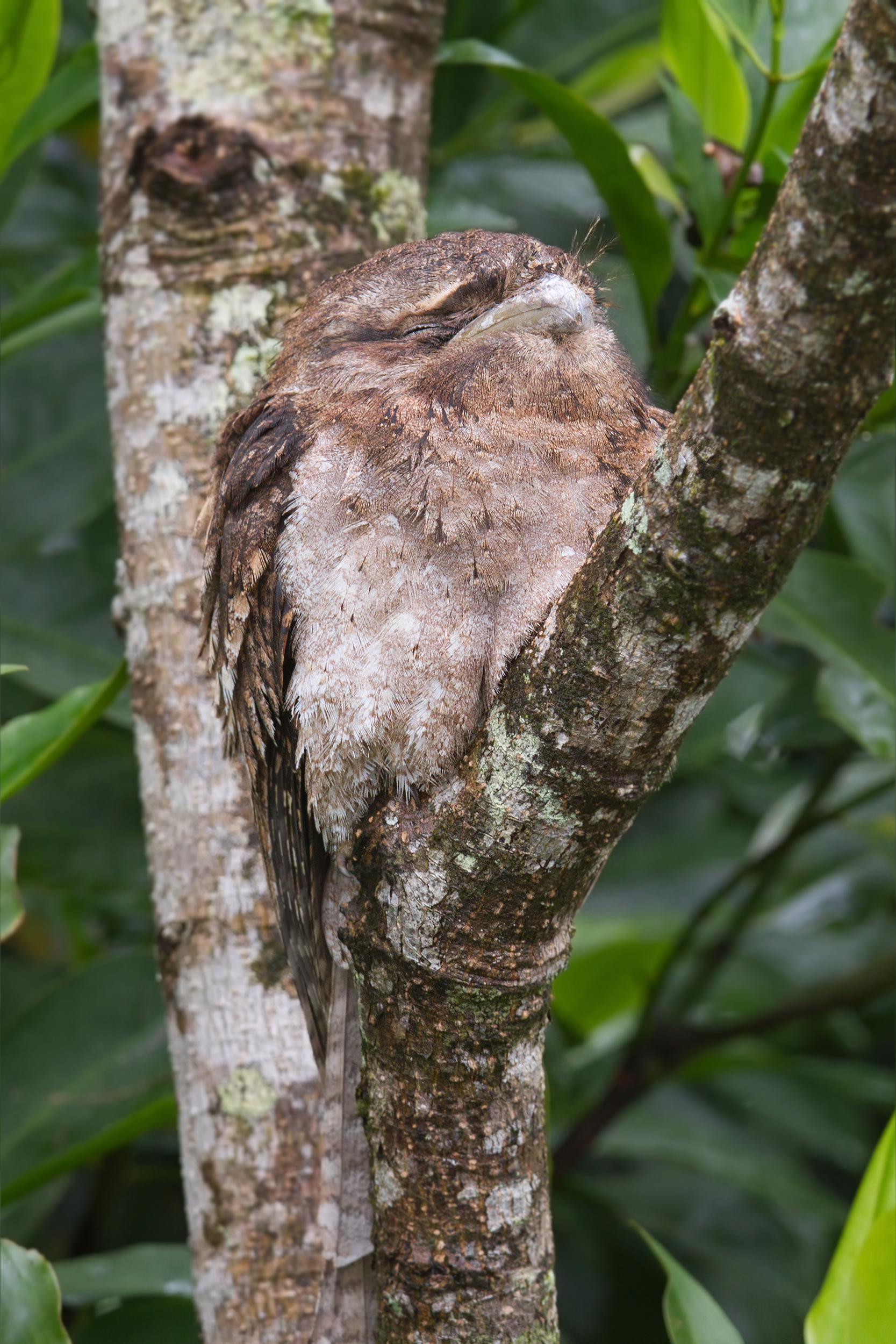

## Utbredning och systematik
Fågeln förekommer på Nya Guinea, i Aruöarna, Västpapua och nordöstra Australien (i söder till Townsville). Den behandlas som monotypisk, det vill säga att den inte delas in i några underarter.

## Levnadssätt
Papuagrodmunnen bebor kanter av täta skogar, inklusive mangrove. Dagtid vilar den ofta ovan vatten.

## Status och hot
Arten har ett stort utbredningsområde, men tros minska i antal, dock inte tillräckligt kraftigt för att den ska betraktas som hotad. Internationella naturvårdsunionen IUCN listar arten som livskraftig (LC).